# 俞平伯
俞平伯（1900年1月8日—1990年10月15日），原名俞铭衡，字平伯，乳名僧宝，男，浙江德清人，生于江苏苏州，中国现代诗人、作家、红学家。清代朴学大师俞樾曾孙。在1950年代之後，他與趙景深在昆曲界合稱“南趙北俞”。:001

## 生平
俞平伯祖籍浙江德清，1900年1月8日（清光绪二十五年十二月初八日）生於苏州马医科巷曲园春在堂。其曾祖俞樾是清末著名学者，父俞陛云爲探花，因此俞平伯自幼受到古典文化的熏陶。1915年他考入北京大学预科。他曾受吳梅教導，1917年与杭州才女许宝驯结婚，开始爱好昆曲。在校期间他投身新文化运动，1918年5月他的第一首新诗《春水》和鲁迅的小说《狂人日记》一起刊登在《新青年》上，成为中国白话诗创作的先驱者之一。同年，他与同学傅斯年、罗家伦等人发起成立了新潮社。以后陆续发表过《冬夜》等诗集。1919年12月俞平伯毕业于北京大学。
1923年俞平伯出版《红楼梦辩》，考证出《红楼梦》原书只有前八十回是曹雪芹所作，后四十回是高鹗续作。与胡适一同称为新红学的奠基人之一。1925年任教于燕京大学，並介紹朱自清前往清華學校教書。1928年去清华大学。1935年在清华园成立“清华谷音社”，推广昆曲。1946年转入北京大学任教授。1953年入中国科学院文学研究所古典文学研究室，将旧著《红楼梦辩》修订后易名《红楼梦研究》出版，1954年毛泽东亲自发动对“俞平伯红楼梦研究”和“胡适反动思想”的全国性政治大批判。1956年，他創辦了北京昆曲研習社，1957年至59年邀請傳字輩藝人進京排演《牡丹亭》，1959年10月公演:002。
“文革”中俞平伯受到更多迫害，去河南息县干校劳动。1982年許寶釧去世，加上文革時受曲社連累，從此不再參加曲社活動:002。1990年10月15日，以90高龄逝于北京三里河南沙沟寓所。

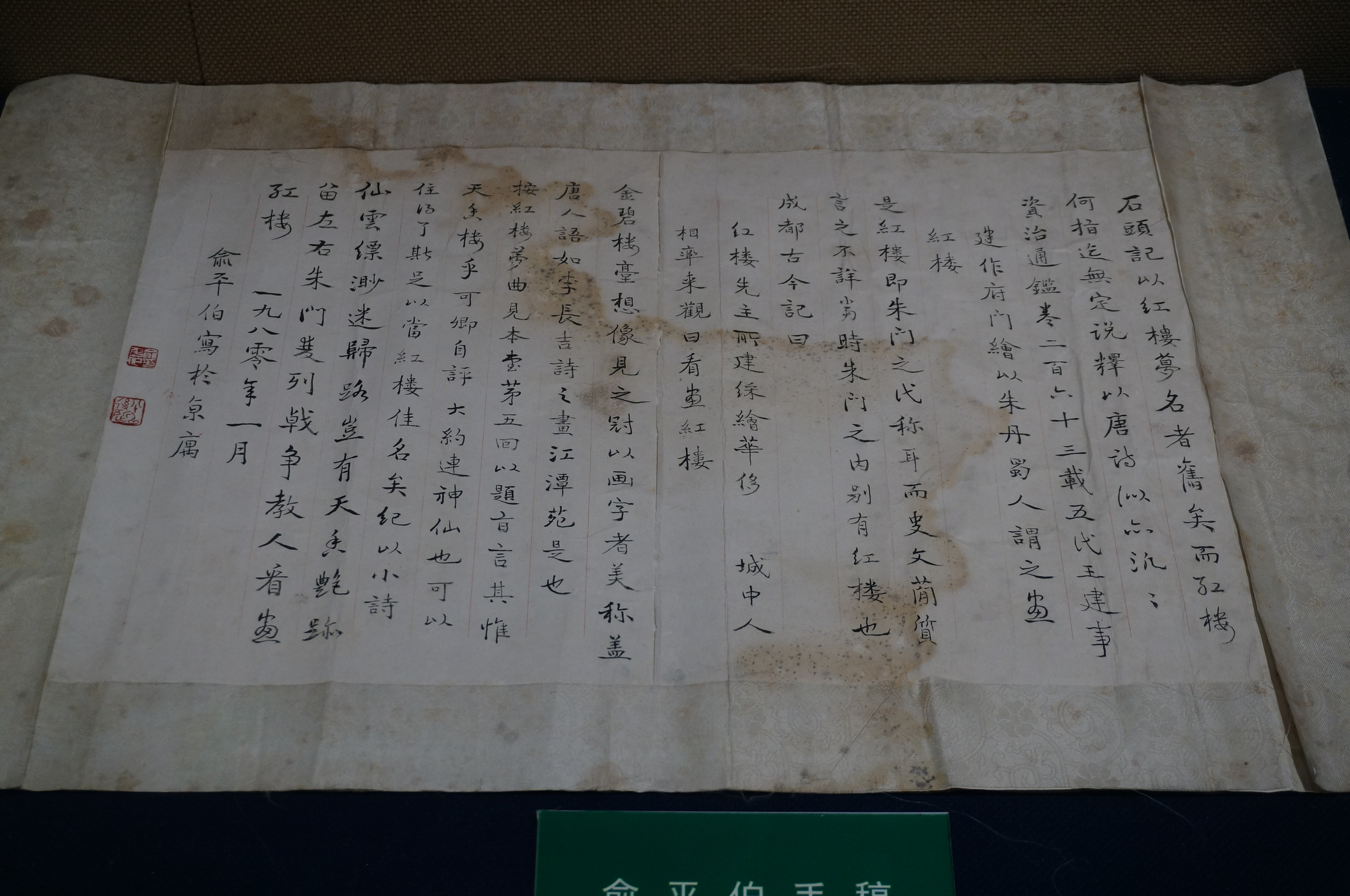
俞平伯手稿，德清县博物馆藏。

其故乡德清建有俞平伯纪念馆。

## 作品
俞平伯的作品有諸多關於《紅樓夢》的研究，是「新紅學」的開拓者之一。經他與顧頡剛通信討論《紅樓夢》，並深入的研究和考證，認為原書只有前八十回是曹雪芹所作，後四十回是高鶚續作的，出版了新紅學的代表作——《紅樓夢辨》。此外，他在民國初年出版許多詩詞、散文方面的文學創作。

### 詩歌
- 《冬夜》，上海亞東圖書館，1922年。
- 《雪朝》，上海商務印書館，1923年。
- 《西還》，上海亞東圖書館，1924年。
- 《憶》，上海樸社，1923年。
- 《俞平伯舊體詩鈔》(1916-1959)，四川人民出版社，1989年
- 《遙夜歸思引》(1945)，北平彩華印刷局，1989年
- 《寒澗詩存》(1949-1966)，收錄於全集。
- 《零篇詩草》(1967-1989)，收錄於全集。
- 《古槐書屋詞》。香港書譜出版社，1980年。

### 散文
- 《雜拌兒》，上海開明書店，1928年。
- 《燕知草》，上海開明書店，1930年。
- 《雜拌兒之二》，上海開明書店，1933年。
- 《古槐夢遇》，上海六界版社，1936年。
- 《燕郊集》，上海良友圖書印刷公司，1936年。

### 文評
- 《讀詩劄記》北平人文書店，1934年。
- 《讀詞偶得》初版，上海開明書店，1923年。修訂版，1947年。
- 《清真詞釋》，上海開明書店，1948年。
- 《唐宋詞選釋》，人民文學出版社，1979年。

### 紅學
- 《紅樓夢辨》，上海亞東圖書館，1923年。
- 《紅樓夢研究》，棠隸出版社，1952年。上海古籍出版社，2015年。
- 《紅樓夢八十回校本》，人民文學出版社，1958年。
- 《俞平伯論紅樓夢》，上海古籍出版社，1988年。

### 書信
- 《俞平伯書信集》河南教育出版社，1991年。
- 《俞平伯周穎南通信集》河南教育出版社，1991年。
- 《國外日記》，收錄於全集。
- 《秋荔亭日記》，收錄於全集。

### 全集
《俞平伯全集》共計十卷，收輯作者七十餘年來各類文章著述，集中體現了作者一生在文學、藝術方面的突出成就，是一部研究中國現代文學和現代學術不可或缺的重要資料。於1997年11月由河北花山文藝出版社發行。
- 第一卷  詩歌：《冬夜》、《雪朝》、《西還》、《憶》、《俞平伯舊體詩鈔》、《遙夜歸思引》、《寒澗詩存》、《零篇詩草》、《古槐書屋詞》。
- 第二卷  散文：《雜拌兒》、《燕知草》、《雜拌兒之二》、《古槐夢遇》與《燕郊集》(1928-1936)
- 第三卷  詩文論：《讀詩劄記》
- 第四卷  詞曲論：《讀詞偶得》、《清真詞釋》、《唐宋詞選釋》
- 第五卷  紅樓夢著述一集：《紅樓夢辨》、《紅樓夢研究》
- 第六卷  紅樓夢著述二集：《讀紅樓夢隨筆》．《樂知兒語說紅樓》
- 第七卷  紅樓夢著述三集：《紅樓夢八十回校本》序言等五篇文
- 第八卷  書信
- 第九卷  書信
- 第十卷  家書 日記 俞平伯年譜[3]

## 評價
- 錢鍾書批注《宋诗纪事》：“痴人认真，死在句下，便成笨伯，正缘读书少，执一隅而不能观会通耳。俞曲园不肖孙辈之考订小说本事，即'痴人前说不得梦'，尤说不得《红楼梦》也。”[4]